# Pete Postlethwaite
Peter William Postlethwaite (Warrington, 7 febbraio 1946 – Shrewsbury, 2 gennaio 2011) è stato un attore britannico, che ha lavorato in campo cinematografico e teatrale.

## Biografia
Nato a Warrington, figlio di William e Mary Geraldine. Postlethwaite è un veterano della Royal Shakespeare Company con la quale ha portato in scena Sogno di una notte di mezza estate e Macbeth. La sua carriera cinematografica inizia verso la fine degli anni settanta con il film di Ridley Scott I duellanti, ma il suo primo successo è Voci lontane... sempre presenti del 1988. Successivamente partecipa al film Amleto di Franco Zeffirelli, L'ultimo dei Mohicani e Alien³.
Nel 1993 viene candidato all'Oscar come miglior attore non protagonista per il ruolo di Giuseppe Conlon in Nel nome del padre di Jim Sheridan, negli anni seguenti si è fatto notare anche per le sue interpretazioni in film come I soliti sospetti, Romeo + Giulietta di William Shakespeare, Grazie, signora Thatcher, Amistad e Omen - Il presagio. Steven Spielberg lo ha definito "Il miglior attore del mondo". Nel 2004 è stato insignito dell'Order of the British Empire.
Al momento della morte, avvenuta nel 2011 all'età di 64 anni a causa di un cancro al pancreas, presso il Royal Shrewsbury Hospital, viveva nello Shropshire con la moglie, la produttrice Jacqueline Morrish (sposata nel 2003) e i loro due figli, Billy (1989) e Lily (1996). 
Postlethwaite ha ricevuto sepoltura vicino alla sua casa nello Shropshire.

## Filmografia
- I duellanti (The Duellists), regia di Ridley Scott (1977)
- Doris and Doreen, regia di Stephen Frears (1978) - Film TV
- Afternoon Off, regia di Stephen Frears (1979) - Film TV
- Fords on Water, regia di Barry Bliss (1983)
- Pranzo reale (A Private Function), regia di Malcolm Mowbray (1984)
- Cyrano de Bergerac, regia di Terry Hands e Michael A. Simpson (1985) - Film TV
- La sarta (The Dressmaker), regia di Jim O'Brien (1988)
- Number 27, regia di Tristram Powell (1988)
- Tumbledown, regia di Richard Eyre (1988) - Film TV
- Un prete da uccidere (To Kill a Priest), regia di Agnieszka Holland (1988)
- Voci lontane... sempre presenti (Distant Voices, Still Lives), regia di Terence Davies (1988)
- L'isola del tesoro (Treasure Island), regia di Fraser Clarke Heston (1990) - Film TV
- Amleto (Hamlet), regia di Franco Zeffirelli (1990)
- A Child from the South, regia di Sergio Rezende (1991) - Film TV
- Detective Stone (Split Second), regia di Tony Maylam (1992)
- Alien³, regia di David Fincher (1992)
- Waterland - Memorie d'amore (Waterland), regia di Stephen Gyllenhaal (1992)
- L'ultimo dei Mohicani (The Last of the Mohicans), regia di Michael Mann (1992)
- Anchoress, regia di Chris Newby (1993)
- Nel nome del padre (In the Name of the Father), regia di Jim Sheridan (1993)
- Sharpe's Company, regia di Tom Clegg (1994) - Film TV
- Sharpe's Enemy, regia di Tom Clegg (1994) - Film TV
- Suite 16, regia di Dominique Deruddere (1994)
- I soliti sospetti (The Usual Suspects), regia di Bryan Singer (1995)
- Sabato nel pallone (When Saturday Comes), regia di Maria Giese (1996)
- James e la pesca gigante (James and the Giant Peach), regia di Henry Selick (1996)
- Dragonheart, regia di Rob Cohen (1996)
- Crimetime - Dentro il delitto (Crimetime), regia di George Sluizer (1996)
- Romeo + Giulietta di William Shakespeare (Romeo + Juliet), regia di Baz Luhrmann (1996)
- Grazie, signora Thatcher (Brassed Off), regia di Mark Herman (1996)
- Il bacio del serpente (The Serpent's Kiss), regia di Philippe Rousselot (1997)
- Il mondo perduto - Jurassic Park (The Lost World: Jurassic Park), regia di Steven Spielberg (1997)
- Bandyta, regia di Maciej Dejczer (1997)
- Amistad, regia di Steven Spielberg (1997)
- Fra i giganti (Among Giants), regia di Sam Miller (1998)
- The Divine Ryans, regia di Stephen Reynolds (1999)
- Lost for Words, regia di Alan J.W. Bell (1999) - Film TV
- Alice nel Paese delle Meraviglie (Alice in Wonderland), regia di Nick Willing (1999) - Film TV
- Butterfly Collectors, regia di Jean Stewart (1999) - Film TV
- Wayward Son, regia di Randall Harris (1999)
- La fattoria degli animali (Animal Farm), regia di John Stephenson (1999) - Film TV (Voce)
- When the Sky Falls, regia di John Mackenzie (2000)
- Rat, regia di Steve Barron (2000)
- Cowboy Up, regia di Xavier Koller (2001)
- The Shipping News - Ombre dal profondo (The Shipping News), regia di Lasse Hallström (2001)
- Triggermen, regia di John Bradshaw (2002)
- Cuori estranei (Between Strangers), regia di Edoardo Ponti (2002)
- Shattered City: The Halifax Explosion, regia di Bruce Pittman (2003) - Film TV
- The Selfish Giant, regia di Rachel Baven Baker (2003) - Corto (Voce)
- The Limit, regia di Lewin Webb (2004)
- Strange Bedfellows, regia di Dean Murphy (2004)
- Red Mercury, regia di Roy Battersby (2005)
- Dark Water, regia di Walter Salles (2005)
- The Constant Gardener - La cospirazione (The Constant Gardener), regia di Fernando Meirelles (2005)
- Æon Flux - Il futuro ha inizio (Æon Flux), regia di Karyn Kusama (2005)
- Valley of the Heart's Delight, regia di Tim Boxell (2006)
- Omen - Il presagio (The Omen), regia di John Moore (2006)
- Ghost Son, regia di Lamberto Bava (2007)
- Closing the Ring, regia di Richard Attenborough (2007)
- Player, regia di Mary Nighy (2008) - Corto
- Solomon Kane, regia di Michael J. Bassett (2009)
- Waving at Trains, regia di Sean Crotty (2009) - Corto
- The Age of Stupid, regia di Franny Armstrong (2009)
- Scontro tra titani (Clash of the Titans), regia di Louis Leterrier (2010)
- Inception, regia di Christopher Nolan (2010)
- The Town, regia di Ben Affleck (2010)
- Killing Bono, regia di Nick Hamm (2011)

## Doppiatori italiani
Nelle versioni in italiano delle opere in cui ha recitato, Peter Postlethwaite è stato doppiato da:
- Franco Zucca in Nel nome del padre, Grazie, signora Thatcher, Cuori estranei, Scontro tra titani, The Town
- Saverio Moriones in Il mondo perduto - Jurassic Park, Amistad, The Constant Gardener - La cospirazione, Solomon Kane
- Gerolamo Alchieri in Æon Flux - Il futuro ha inizio, Closing the Ring, Inception
- Michele Kalamera in Voci lontane... sempre presenti, I soliti sospetti
- Alessandro Rossi in Un prete da uccidere
- Mario Bardella in Amleto
- Raffaele Uzzi in L'isola del tesoro
- Claudio Fattoretto in Detective Stone
- Angelo Nicotra in Alien³
- Massimo Corvo in James e la pesca gigante
- Silvio Spaccesi in Dragonheart
- Vittorio Di Prima in Romeo + Giulietta di William Shakespeare
- Luca Biagini in The Shipping News - Ombre dal profondo
- Ennio Coltorti in Dark Water
- Bruno Alessandro in Omen - Il presagio
- Stefano De Sando in Ghost Son
- Pietro Ubaldi in Rat
- Glauco Onorato in Sabato nel pallone

## Riconoscimenti
Premi Oscar 1994 – Candidatura all'Oscar al miglior attore non protagonista per Nel nome del padre